# برج اسکایلان

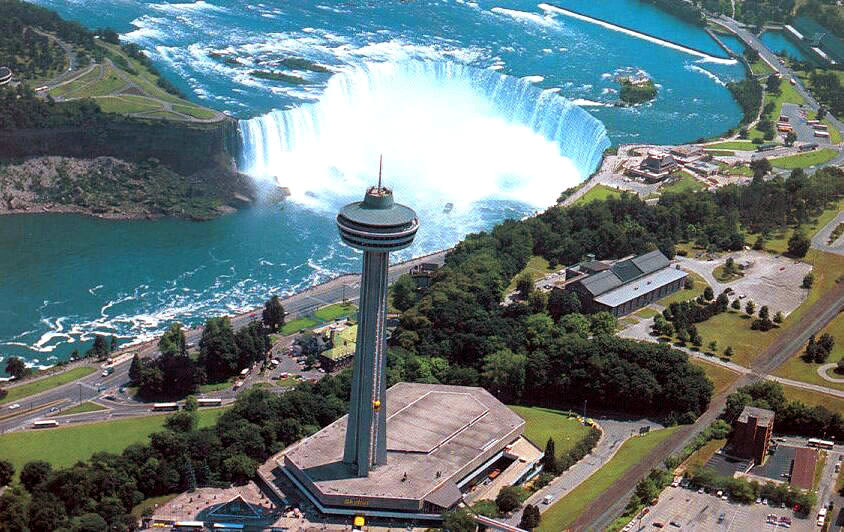
نمایی از برج اسکایلان بر روی زمین به همراه آبشار نعل اسب

برج اسکایلان در شهر نیاگارا فالز، انتاریو، یک برج برای مشاهده دو آبشار آمریکایی در نیویورک و آبشار بزرگ‌تر نعل اسب در استان انتاریو در بخش کانادایی رودخانه نیاگارا از بالا می‌باشد.
ساختمان این برج در ماه می سال ۱۹۶۴ آغاز و در ششم اکتبر سال ۱۹۶۵ افتتاح شد. هزینه ساخت این برج ۷ میلیون دلار بوده است. ارتفاع برج اسکایلان از سطح خیابان ۱۶۰ متر می‌باشد.